# Kim (nome)
Kim  è un nome proprio di persona inglese maschile e femminile.

## Origine e diffusione
È un nome unisex, generalmente considerato una forma abbreviata di Kimberly: in realtà veniva usato come nome proprio prima di esso.
Venne per la prima volta usato da Rudyard Kipling per il suo romanzo Kim del 1901, ma in questo caso era un diminutivo del nome maschile Kimball.
Più tardi, nel 1926, venne usato da Edna Ferber per un personaggio femminile del suo romanzo Show Boat: questa volta il nome era formato dalle iniziali degli stati Kentucky, Illinois e Mississippi.
Il nome venne poi reso celebre negli Stati Uniti dalle attrici Kim Hunter e Kim Novak; in entrambi i casi, si trattava di uno pseudonimo, in quanto i loro nomi erano rispettivamente Janet e Marylin.
Va notato che il nome "Kim" è presente anche in altre culture: ad esempio è un diminutivo scandinavo di Joachim o Joakim, ed è anche un nome femminile vietnamita che significa "dorata". In tal caso ha significato simile o affine ai nomi Oriana, Aurelio, Zlatan, Criseide e Golda.
Kim è inoltre il cognome più diffuso in Corea; i nomi coreani sono composti da un cognome seguito da un nome proprio (cioè in ordine inverso rispetto ai nomi occidentali) quindi, ad esempio nel caso di Kim Dae-Jung, "Kim" è il cognome mentre "Dae-Jung" il nome.

## Onomastico
Il nome è adespota, cioè non è portato da nessun santo, quindi l'onomastico si festeggia il 1º novembre, giorno di Ognissanti. In alternativa, può essere festeggiato anche il 20 settembre, in memoria di sant'Andrea Kim Taegon, martire in Corea, che lo porta come cognome.

## Persone

### Femminile
- Kim Basinger, attrice statunitense
- Kim Campbell, politica canadese
- Kim Carnes, cantante statunitense
- Kim Cattrall, attrice canadese
- Kim Clijsters, tennista belga
- Kim Deal, musicista statunitense

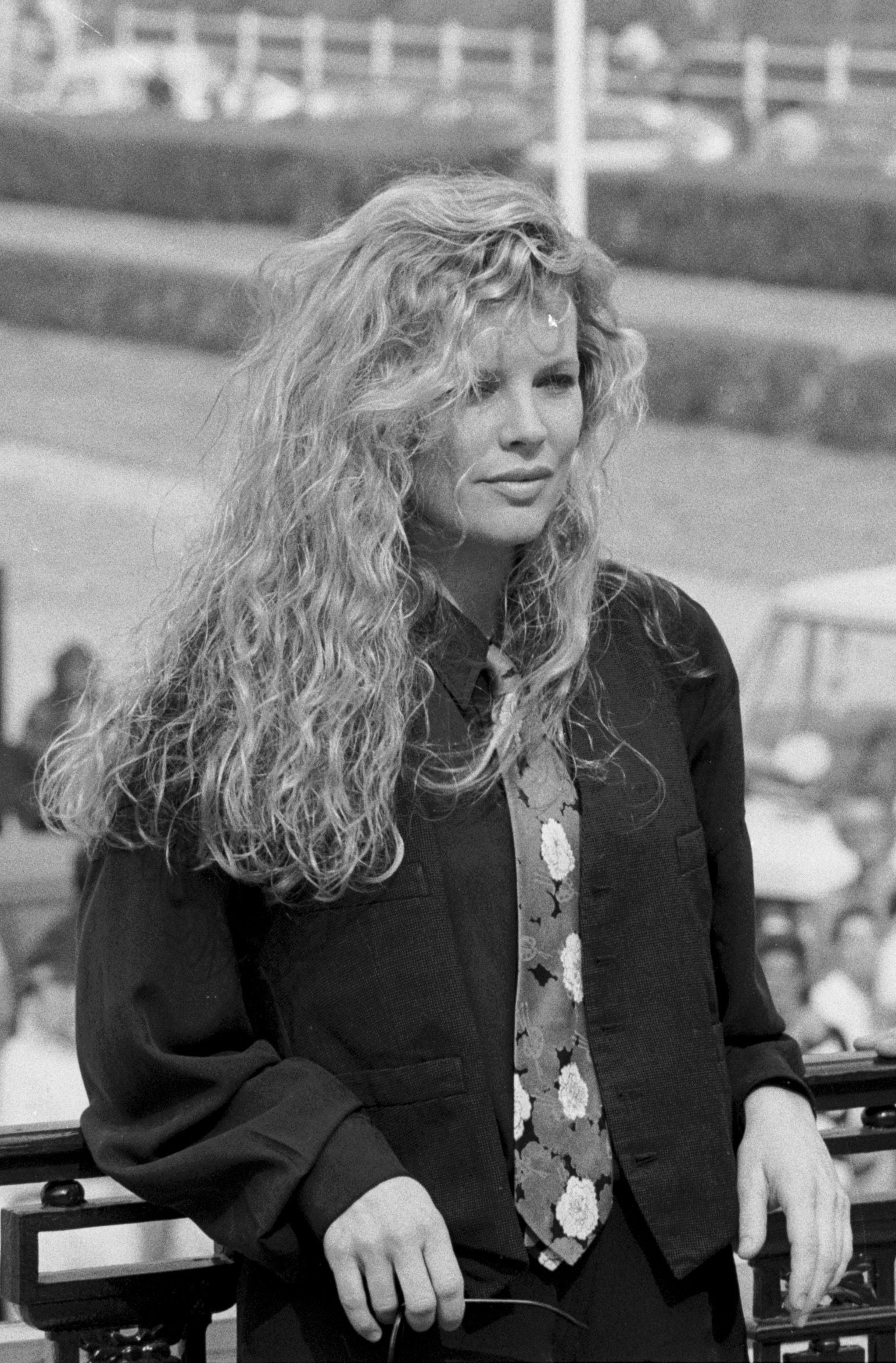
Kim Basinger

- Kim Gordon, musicista, compositrice e artista statunitense
- Kim Kardashian, personaggio televisivo, imprenditrice, attrice e modella statunitense
- Kim Novak, attrice statunitense
- Kim Phúc, bambina vietnamita soggetto di una famosa fotografia scattata durante la guerra del Vietnam
- Kim Wilde, cantante britannica
- Kim Willoughby, pallavolista statunitense

### Maschile
- Kim Aabech, calciatore danese

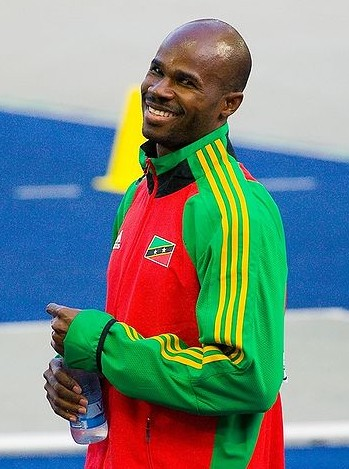
Kim Collins

- Kim Borg, basso-baritono e compositore finlandese
- Kim Coates, attore canadese
- Kim Collins, atleta nevisiano
- Kim Kirchen, ciclista su strada lussemburghese
- Kim Newman, giornalista, critico cinematografico e scrittore inglese
- Kim Peek, statunitense affetto dalla sindrome dell'idiota sapiente che ispirò il personaggio di Raymond Babbit, protagonista del film Rain Man - L'uomo della pioggia
- Kim Philby, agente segreto sovietico
- Kim Rossi Stuart, attore e regista italiano
- Kim Stanley Robinson, autore di fantascienza statunitense

## Il nome nelle arti
- Kim Krüger è un personaggio della serie televisiva Squadra Speciale Cobra 11.
- Kim Possible è un personaggio dell'omonima serie animata.
- Kim è uno dei personaggi della serie a fumetti Dylan Dog.